# Skandinavisk UFO Information
Skandinavisk UFO Information (SUFOI) er en dansk ufoforening, som blev oprettet den 17. december 1957 under navnet Sydjysk UFO Investigation med senere ændring af navnet til det nuværende.
Det er Skandinavisk UFO Informations vision at:
- informere om fænomener, der kan skabe ufooplevelser,
- give offentligheden velunderbygget viden om de mange aspekter af ufomyten og
- bruge de indhøstede erfaringer og viden til at give et afbalanceret syn på myteskabende fænomener.

SUFOI udgav tidsskriftet UFO-Nyt i perioden 1958-2010, har udgivet adskillige årgange af UFO-Vision (Årbog for ufo-litteratur) og en lang række bøger. Seneste bogudgivelse er UFO - Myter og viden, som udkom den 12. oktober 2017.
Skandinavisk UFO Information (SUFOI) har siden 1957 indsamlet og analyseret mere end 15.000 ufooplevelser. Selv om SUFOI’s arbejde har ført til konklusionen, at Jorden ikke får besøg udefra, beskæftiger foreningen sig fortsat med ufomyten. Dels er de aktive medlemmer interesserede i at blive klogere på, hvad ganske almindelige mennesker oplever, og hvorfor mennesker fortolker himmelfænomener (fly, faldskærmsblus, thailandske balloner, meteorer, brændende rumaffald, Månen, stjerner m.m.) som besøg udefra. Dels ønsker foreningen fortsat at analysere og fortolke ufomytens udvikling.

## Ekstern henvisning
- SUFOIs hjemmeside
- SUFOI: Observationsskema
- SUFOI: Indberetninger Arkiveret 7. januar 2018 hos  Wayback Machine